# Ambasada RP w Oslo
Ambasada Rzeczypospolitej Polskiej w Oslo (norw. Republikken Polens Ambassade i Oslo) – polska misja dyplomatyczna w stolicy Królestwa Norwegii. 

## Struktura placówki
- Wydział Polityczno-Ekonomiczny
- Wydział Konsularny i Polonii
- Referat Administracyjno-Finansowy
- Ataszat Obrony

## Historia
Polska nawiązała stosunki dyplomatyczne z Norwegią w okresie międzywojennym w 1919. Pierwszy Poseł nadzwyczajny i minister pełnomocny RP w Królestwie Norwegii, Czesław Pruszyński złożył listy uwierzytelniające na ręce Króla Haakona VII 25 sierpnia 1919. W Norwegii pełnił misję do 1 kwietnia 1921. W 1920 r. powstała Norwesko-Polska Izba Handlowa. Następnie stworzone zostały podstawy traktatowe dla dwustronnych stosunków gospodarczych i handlowych, m.in. w 1926 podpisano dwustronną umowę o handlu i żegludze, w 1929 traktat koncyliacyjno-arbitrażowy, w 1935 układ taryfowy, a w 1937 porozumienie celne. 7 czerwca 1940 poseł RP w Oslo Władysław Neuman opuścił Norwegię wraz z królem Haakonem VII i jego rządem. Po zakończeniu II wojny światowej rząd norweski, po uprzednim wycofaniu uznania dla rządu polskiego w Londynie, uznał komunistyczne władze w Warszawie i nawiązał z nimi stosunki dyplomatyczne. W 1946 podpisano umowę o wymianie towarowej i umowę płatniczą. Polski minister spraw zagranicznych Adam Rapacki złożył oficjalną wizytę w Norwegii w 1958. W tym samym roku przebywała w Warszawie pierwsza w historii delegacja Stortingu i nawiązany został dialog polityczny. W latach 1959 i w 1967 oficjalne wizyty w Polsce złożył norweski minister spraw zagranicznych Halvard Lange. W latach 1960 i 1968 delegacje Sejmu przebywały z wizytami w Norwegii. W 1965 r. miała miejsce wymiana wizyt ministrów kultury i oświaty.

## Konsulaty honorowe RP w Norwegii
Konsulaty honorowe RP w Norwegii znajdują się w:
- Ålesund
- Rjukan
- Stavanger
- Trondheim